# Айше-хатун (жена Османа II)
Айше́-хату́н (?, Стамбул — после 1640, там же) — жена или наложница султана Османа II.

## Биография
Айше привлекла внимание султана своей красотой и султан женился на ней «вопреки советам» своих визирей. Согласно историкам Л. Пирс, Н. Сакаоглу и Ч. Улучаю, Айше была хасеки османского султана Османа II. Но, согласно Дж. Питербергу, наложниц у Османа II не было, Айше была женой, хотя и политически незначительной. Ч. Улучай писал, что, согласно османским дворцовым реестрам, в декабре 1619 года Айше была единственной хасеки Османа. Османские налоговые реестры за 1620 год содержат запись о земельных владениях Айше.
Детей у Айше не было. После убийства Османа II в 1622 году Айше осталась жить во дворце и получала положенные хасеки пожизненные денежные выплаты. Хасеки Османа упоминается в дворцовых записях до 1640 года.

### Происхождение
Томас Ро посетил Османскую империю с дипломатической миссией в 1621 году. Дипломат писал, что султан женился на «внучке султанши, жены Пертева-паши».
То есть, её дедом был визирь Пертев-паша. Относительно бабушки-султанши мнения историков расходятся. Согласно Энтони Олдерсону, бабушкой Айше была жена или наложница Пертева-паши, которая до того была женой или наложницей шехзаде Мехмеда (и матерью его дочери Хюмашах-султан), по имени Айя. Согласно историку Идрису Бостану, единственная жена Пертева-паши, упомянутая в документах его вакуфа — Фютуха. Бостан писал, что были упоминания, что Пертев-паша женился на вдове шехзаде Мустафы, но неясно, была ли ею Фютуха.
По словам Феридуна Эмеджена, венецианские источники приписывали Айше русское/украинское происхождение. Якобы, кизляр-ага Мустафа освободил её и воспитал её как свою дочь.